# Mathew Helm
Mathew Helm (ur. 9 grudnia 1980 r. w Bourke w stanie Nowa Południowa Walia w Australii) – australijski skoczek do wody, który zdobył srebrny medal w skokach z dziesięciometrowej platformy podczas Letnich Igrzysk Olimpijskich w 2004 roku.
Dwukrotnie zdobył złoty medal – podczas Mistrzostw Świata w Pływaniu w 2003 roku, skacząc z platformy synchronicznej, oraz podczas Igrzysk Wspólnoty Narodów w roku 2006, skacząc z platformy dziesięciometrowej.
Jest gejem.